# 埼玉古墳群
埼玉古墳群（さきたまこふんぐん）は、埼玉県行田市埼玉にある、9基の大型古墳からなる古墳群。国の特別史跡に指定されている。「埼玉古墳群 - 古代東アジア古墳文化の終着点 -」として世界遺産への登録を推進している。
2017年（平成29年）4月28日に文化庁が認定する日本遺産ストーリー「和装文化の足元を支え続ける足袋蔵のまち行田」の構成資産（文化財）のひとつに加えられた。

## 概要
埼玉県名発祥の地とされる「埼玉」（さきたま）の地にあり、前方後円墳8基と円墳1基の大型古墳が残る全国有数の大型古墳群である。2020年現在は国の史跡として整備されている。
なお、かつては大型古墳の周りに陪臣の小型古墳があり、円墳35基、方墳1基からなっていた。しかし、昭和初期に周囲の沼地の干拓で取り壊されてしまっている。

## 歴史

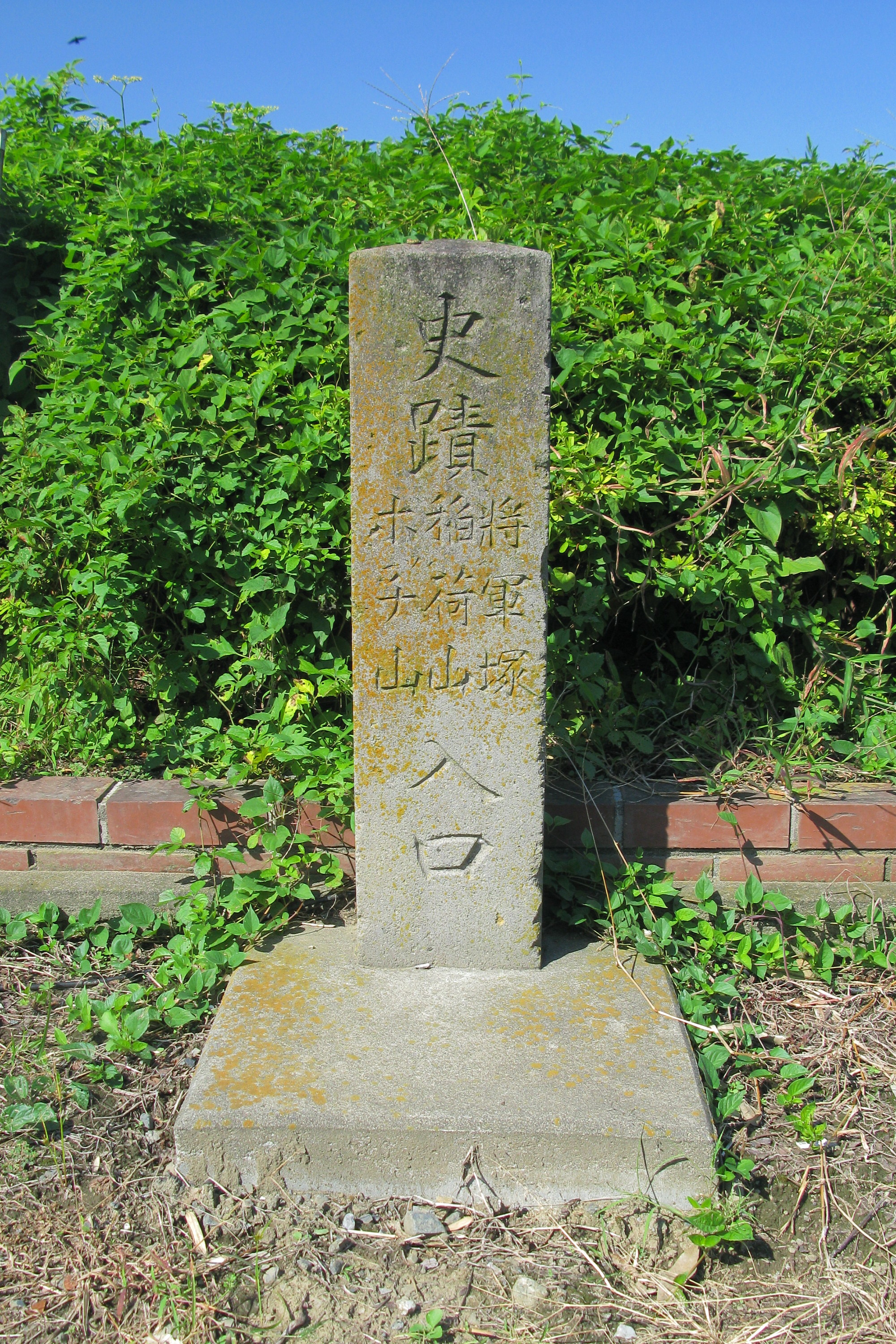
埼玉村史跡入口の碑（1939年建立）

各古墳の歴史については、主な古墳の各項リンク先を参照。
『日本書紀』によると534年、笠原直使主（かさはらのあたいおみ、おぬし）が武蔵国造の継承戦に勝利したことによって安閑天皇より国造に任命されており（武蔵国造の乱）、埼玉郡笠原（現在の鴻巣市笠原）に拠点を持った有力者と考える説がある。何の基盤もない当地に突如として、畿内に匹敵する中型前方後円墳が現れたこと、稲荷山古墳から出土した金錯銘鉄剣の銘に見える「ヲワケ」の父の名の「カサヒヨ」が「カサハラ」と読めることなどから考えれば、笠原を本拠とした武蔵国造の墓ではないかという説がある。

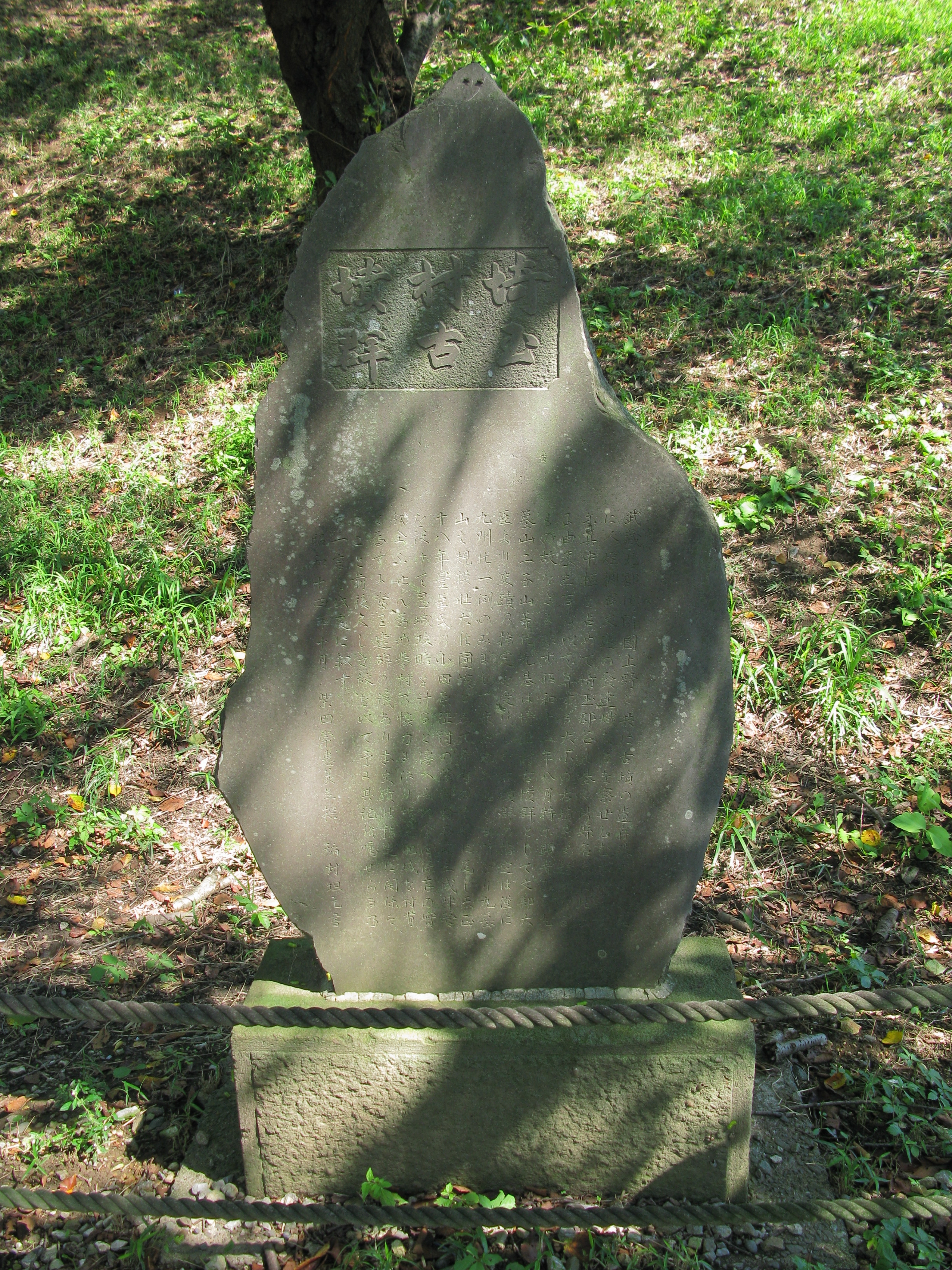
丸墓山古墳下の石碑。指定地の村有化のための保存運動を記念して建てられた。（1940年建立）

古墳群は5世紀末から7世紀にかけて成立したと考えられている。
埼玉古墳群の故地について、増田一郎は比企に（雷電山古墳を乎獲居臣の祖父・半弖比の墓に）比定しており、金井塚良一も野本将軍塚古墳が埼玉古墳群の故地であると推察している。それに対して中村倉司は、荒川の左岸地域にある、熊谷市の女塚古墳、横塚山古墳、鎧塚古墳、行田市のとやま古墳、大日塚古墳、大稲荷1号墳、鴻巣市の新屋敷60号墳や大里郡・児玉郡などを埼玉古墳群の故地であるとしている。
この地に古墳のあることは、江戸時代の『新編武蔵風土記稿』や『忍名所図会』（おしめいしょずえ）に記されている。また、付近に多くの古墳が存在したことは、「百塚」という字名からも知られる。
1893年（明治26年）には将軍山古墳が発掘された。1935年（昭和10年）の埼玉村古墳群調査で、前方後円墳11基、円墳11基が確認されている。1938年（昭和13年）8月8日には、9基の大型古墳が国の史跡に指定された。
1966年（昭和41年）以降、整備が始められ、1968年（昭和43年）に「さきたま風土記の丘」の整備に先立つ航空写真測量で墳丘・濠の影（クロップマーク）が認められた。同年8月に稲荷山古墳がその事業の一環として発掘調査された。
この時出土した稲荷山古墳から発掘された鉄剣から、1978年（昭和53年）9月の保存処理中に金象嵌銘文が検出されたことで、この古墳群が日本国中に知れ渡ることとなった。
その後、風土記の丘は「さきたま古墳公園」という公園として整備され、古墳のほかに移築民家（旧遠藤家、旧山崎家）、さきたま史跡の博物館、はにわの館（実際に埴輪を作ることができる）などがある。
埼玉県や行田市を中心として世界遺産への登録を目指しており、周辺の整備などを実施している。また、世界遺産登録の前段階として、国の史跡から特別史跡に昇格も視野にいれていた。
2020年（令和2年）3月10日、国の特別史跡に昇格。埼玉県内初の特別史跡となる。古墳群の特別史跡指定は67年ぶり、東日本の古墳群では初めてである。

## 主な古墳

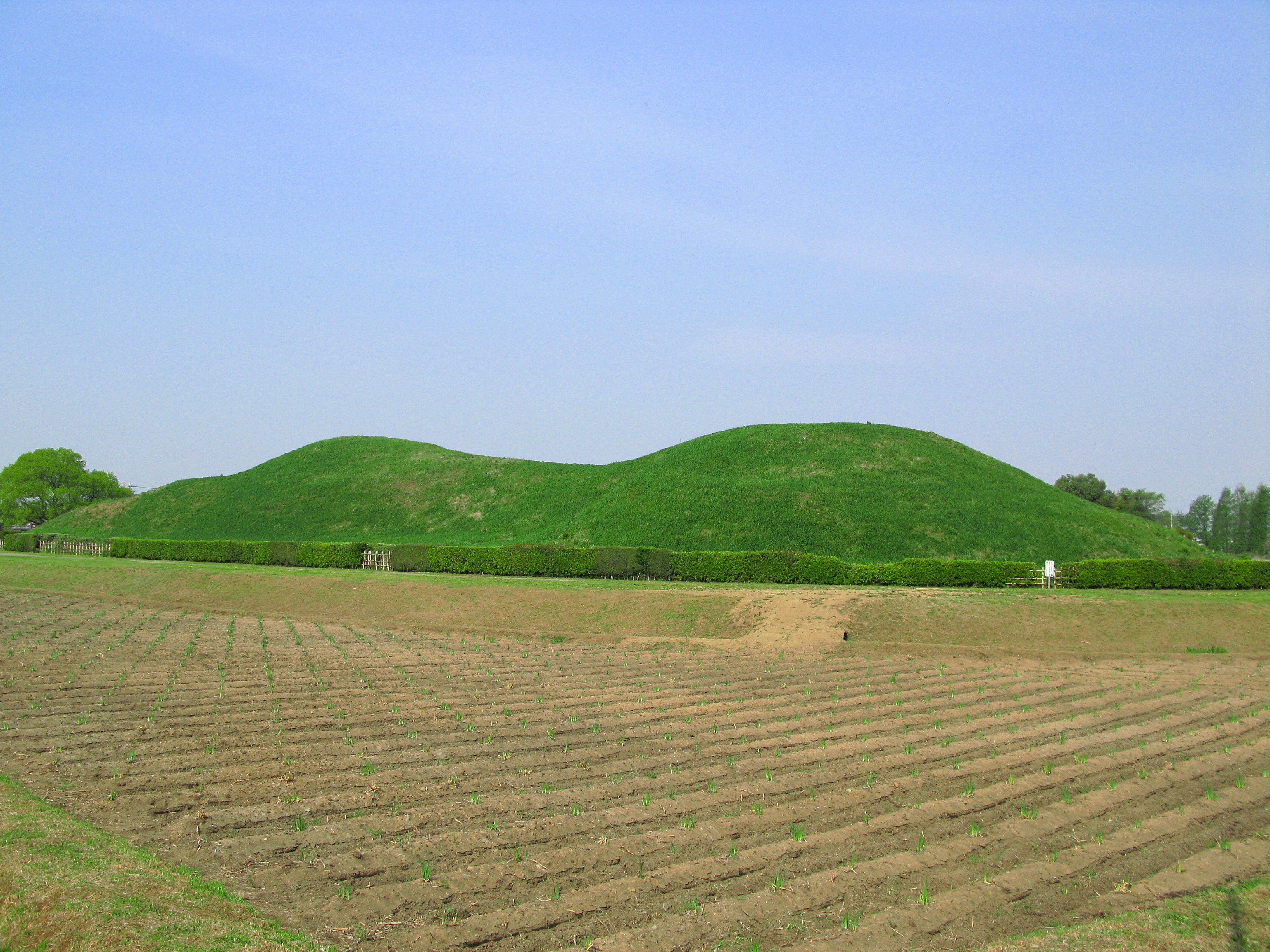
二子山古墳埼玉県では最大規模の古墳。

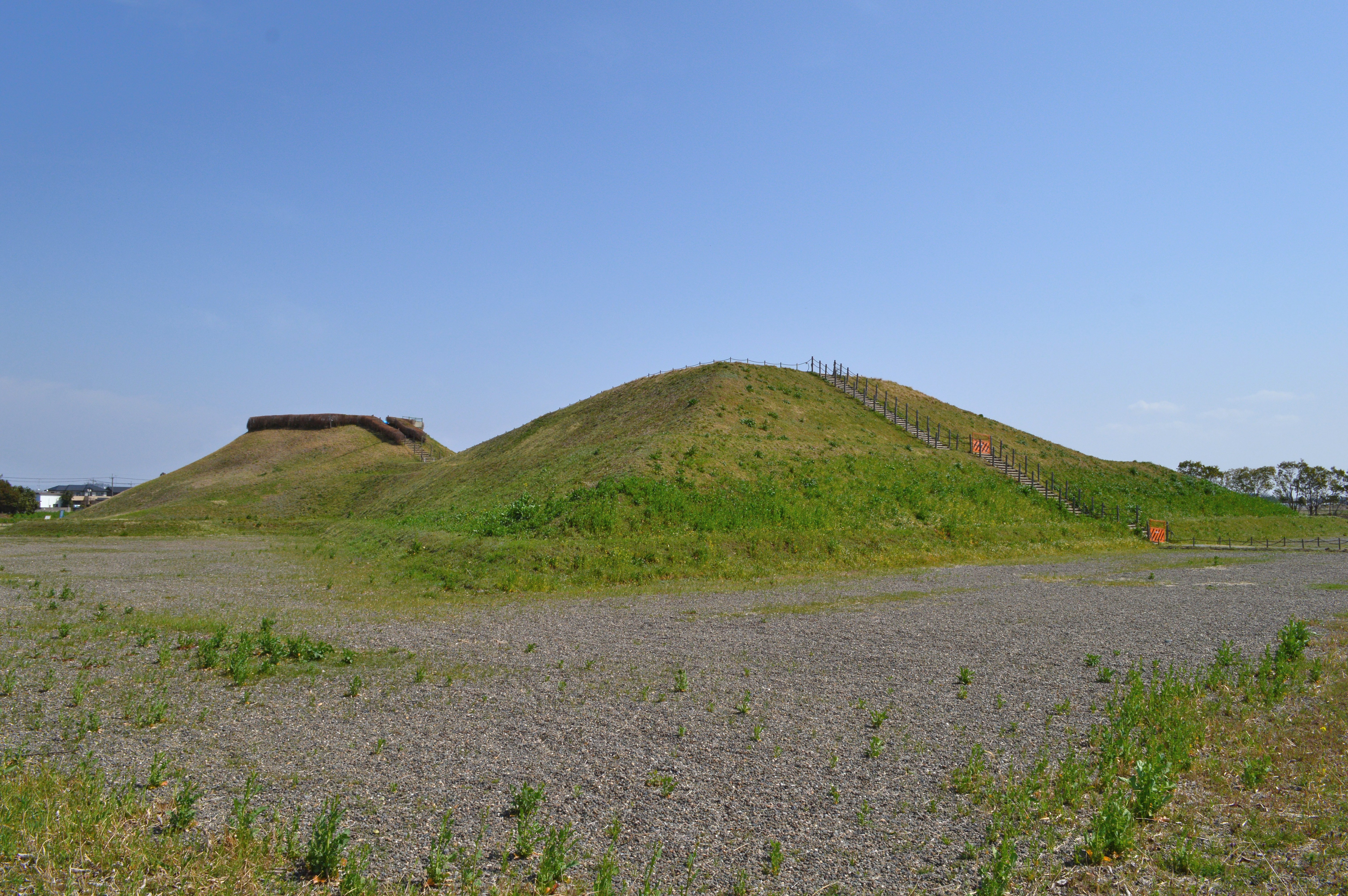
稲荷山古墳

- 稲荷山古墳 - 金錯銘鉄剣が出土。推定全長120mの前方後円墳。後円部径62.6ｍ。
- 丸墓山古墳 - 日本最大級の円墳。直径105.0m。
- 二子山古墳 - 武蔵国最大の前方後円墳。全長132.2m。後円部径67.0ｍ。
- 将軍山古墳 -全長90.0ｍの前方後円墳。後円部に横穴式石室の内部が見学できる展示館が設置されている。
- 愛宕山古墳
- 瓦塚古墳 - 形象埴輪が多数出土。
- 奥の山古墳
- 鉄砲山古墳 - 数少ない三重の周濠を持つ前方後円墳。全長107.6mの前方後円墳。
- 中の山古墳

鉄砲山古墳のすぐ東には浅間塚古墳があり、埼玉古墳群に含まれる場合がある。
埼玉古墳群の前方後円墳は、方形の多重周濠を持つことが明らかになっている。前方後円墳の周濠の多くは盾形をしており、方形の周濠は他に例が少なく、埼玉古墳群の特徴の一つとなっている。また稲荷山古墳・二子山古墳・鉄砲山古墳・将軍山古墳の中堤に造り出しが付く点、丸墓山古墳を除くと葺石が認められない点、古墳の主軸がほぼ一定の方向を指しているなどの特徴が認められる。

### その他の古墳

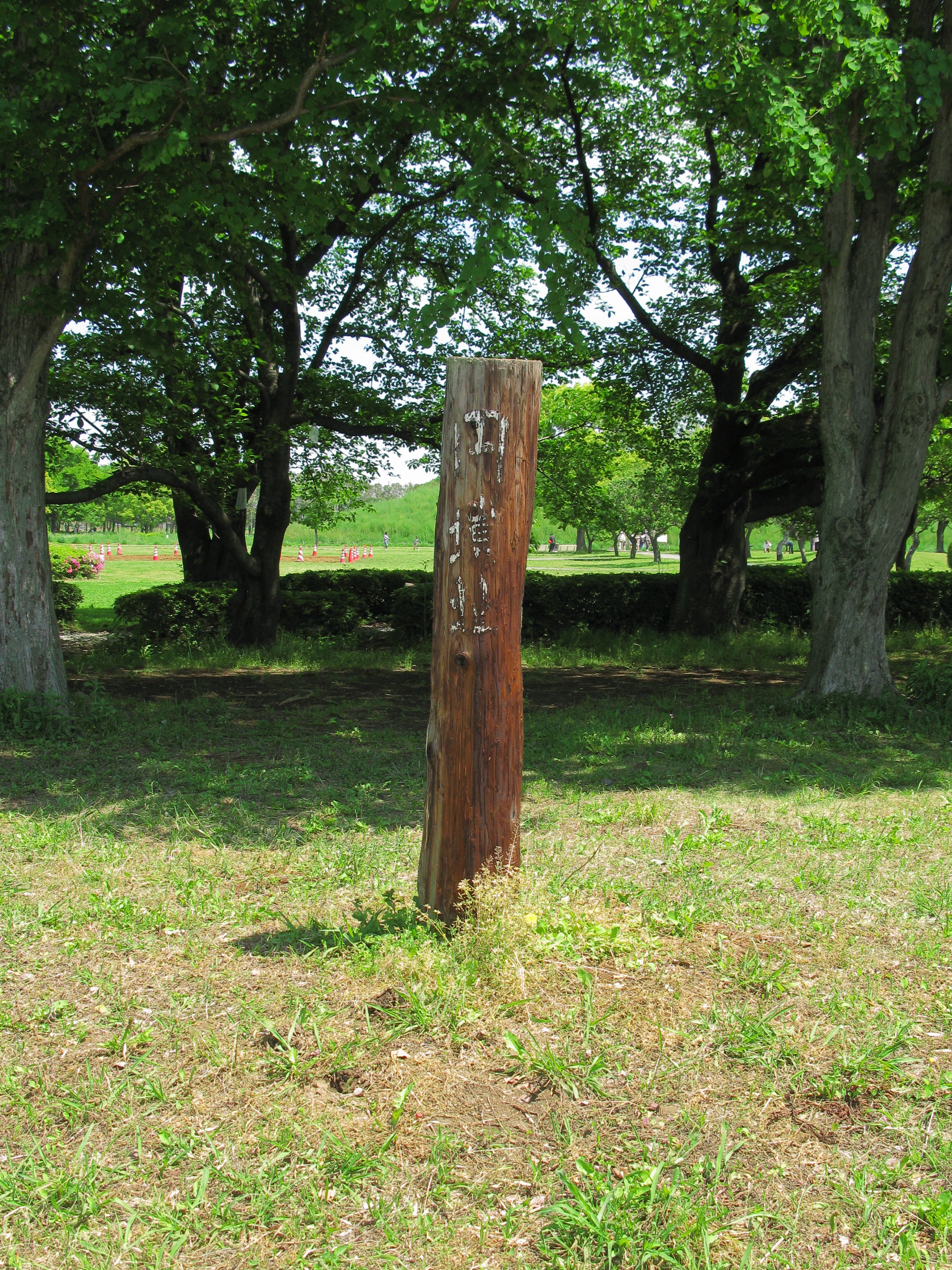
円墳址（埼玉7号墳）大芝生広場として整備される以前は小円墳が8基あった。

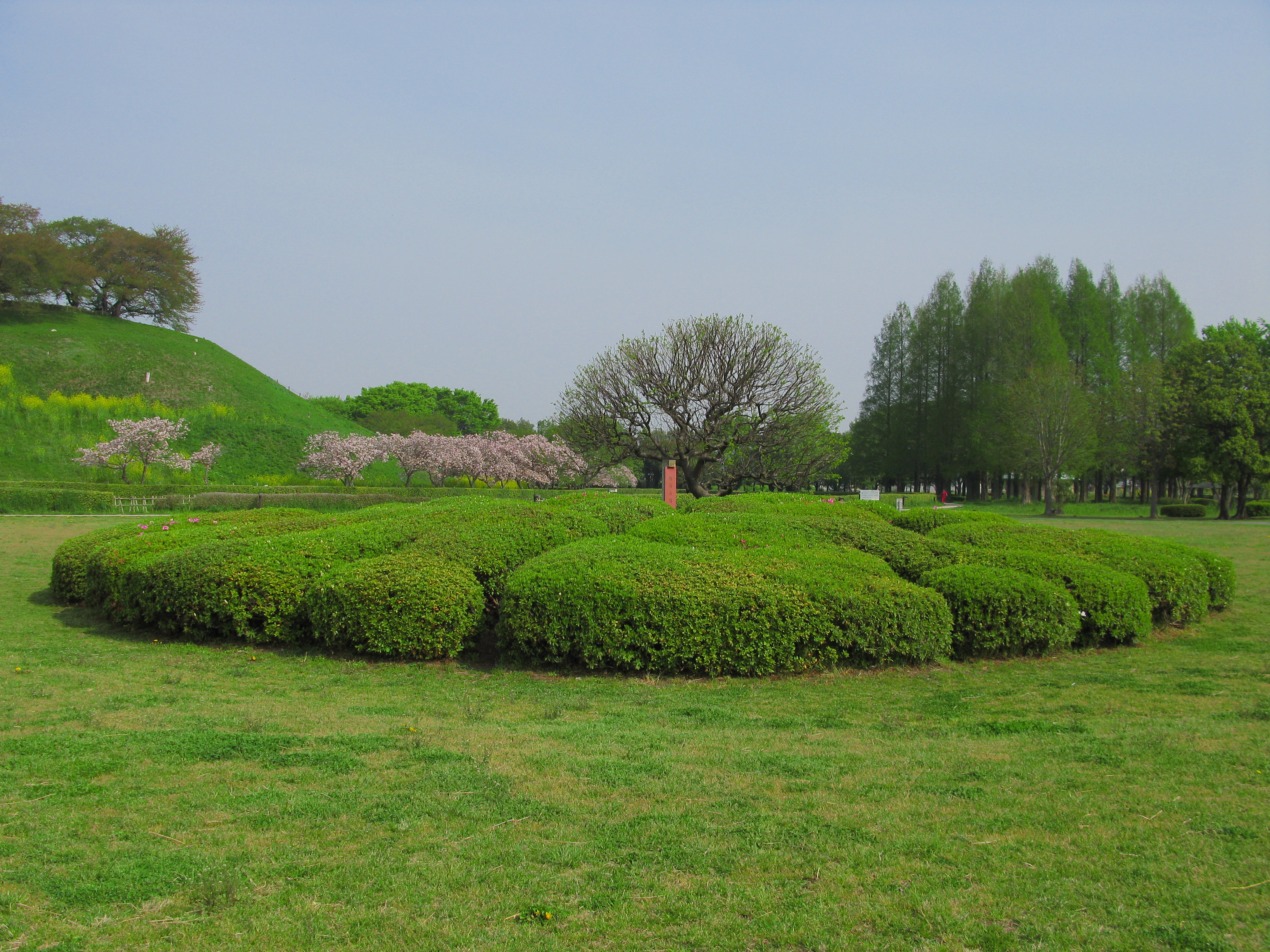
梅塚古墳址（埼玉2号墳）

風土記の丘として整備される以前は一帯が田畑であり、古墳はまったく整備されず野ざらしであった。そのため、小型のものの多くが明治末から昭和にかけて田畑や埋め立て用土として開拓された（さきたま古墳周辺は沼地が多く、農地には適していなかった）。
- 戸場口山古墳 -　方墳。1918年（大正7年）に消滅。現在は宅地で地中に周濠の痕跡が残る。
- 埼玉1号墳（天王山古墳（てんのうやまこふん）） - 円墳。

直径27メートル。築造年代は6世紀前半。頂上部に八坂社と神木杉があったが、1908年（明治41年）に合祀とともに伐採。古墳公園として整備される以前は宅地であった。
- 埼玉2号墳（梅塚古墳） - 円墳。麿塚古墳（まろづかこふん）とも。

直径24メートル。築造年代は6世紀前半。明治初期には大きな白梅があったが、1878年（明治11年）の冬に暴風によって倒れ枯失。
- 埼玉3号墳（ボッチ山古墳） - 円墳。

直径13メートル、高さ2メートル。築造年代は6世紀前半。水鳥埴輪出土地。
- 埼玉4号墳 - 円墳。直径18メートル。築造年代は6世紀前半。
- 埼玉5号墳 - 円墳。直径26メートル。築造年代は6世紀前半。
- 埼玉6号墳 - 円墳。直径22メートル。築造年代は6世紀前半。
- 埼玉7号墳 - 円墳。直径22メートル。築造年代は6世紀前半。
- 山宮古墳（さんぐうこふん） -　円墳。

将軍山古墳と二子山古墳の中間にあった。1906年（明治39年）に開拓。
- 天祥寺裏古墳 -　円墳。

直径40メートル。築造年代は6世紀の中頃。二子山古墳の西にあった。1981年（昭和56年）の排水路工事の際に発見。
- 大人塚古墳（うしづかこふん） - 前方後円墳。

高さ3メートル、全長45メートル。築造年代は6世紀後半。渡柳地区の西端にあった。1913年（大正2年）に開拓。1914年（大正3年）に埴輪数点が出土した。行田市No.95遺跡はこの古墳址とみられる。
渡柳地区の西側などに存在していた小円墳十数基（現在はいずれも開拓され消失）と、この大人塚古墳を含めて、「渡柳古墳群（わたりやなぎこふんぐん）」として区別することがある。
- この他、稲荷山古墳の東側などにも小円墳が存在していたことが、伝聞や発掘により判明している。

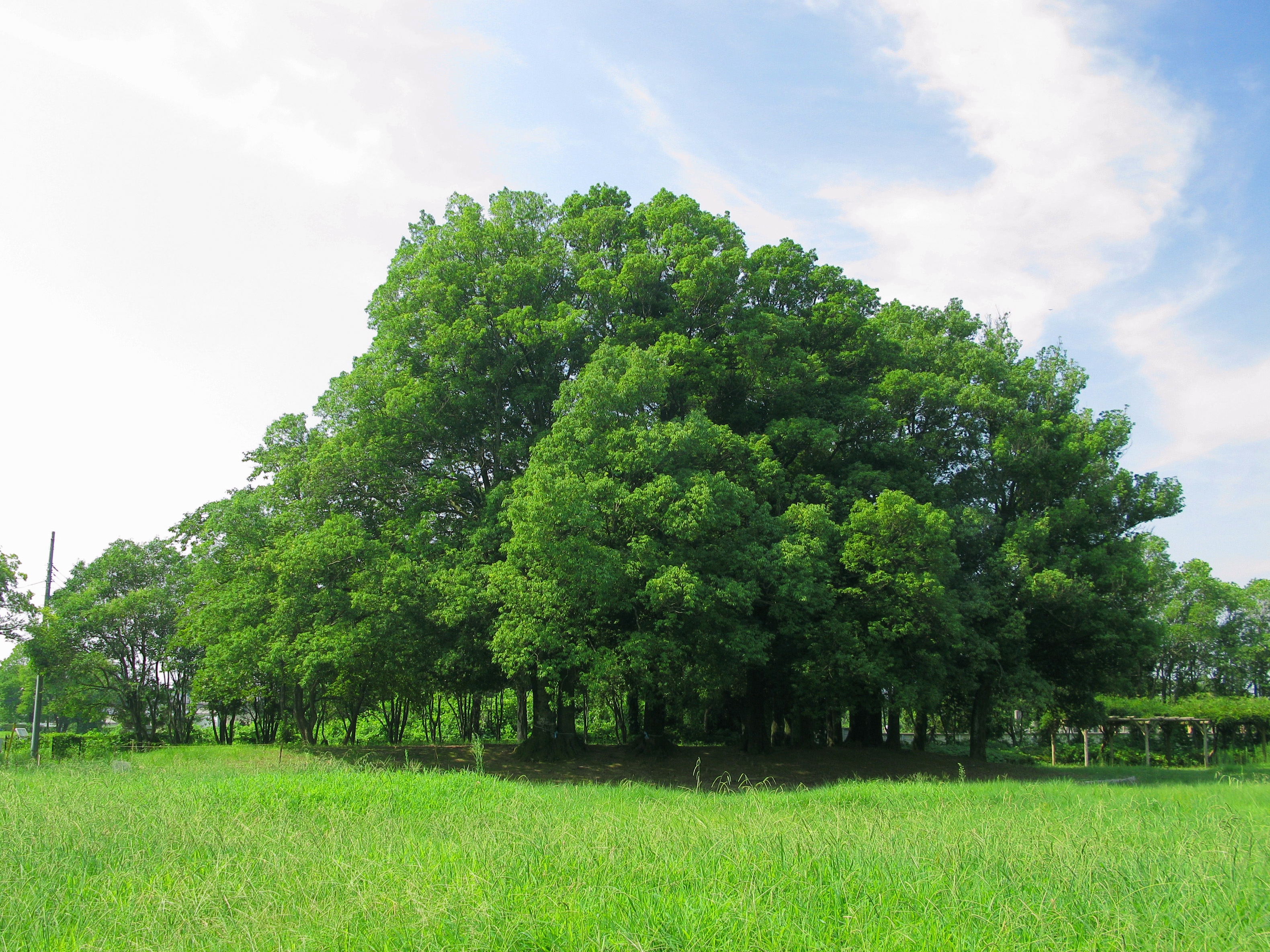
天王山古墳址（埼玉1号墳）
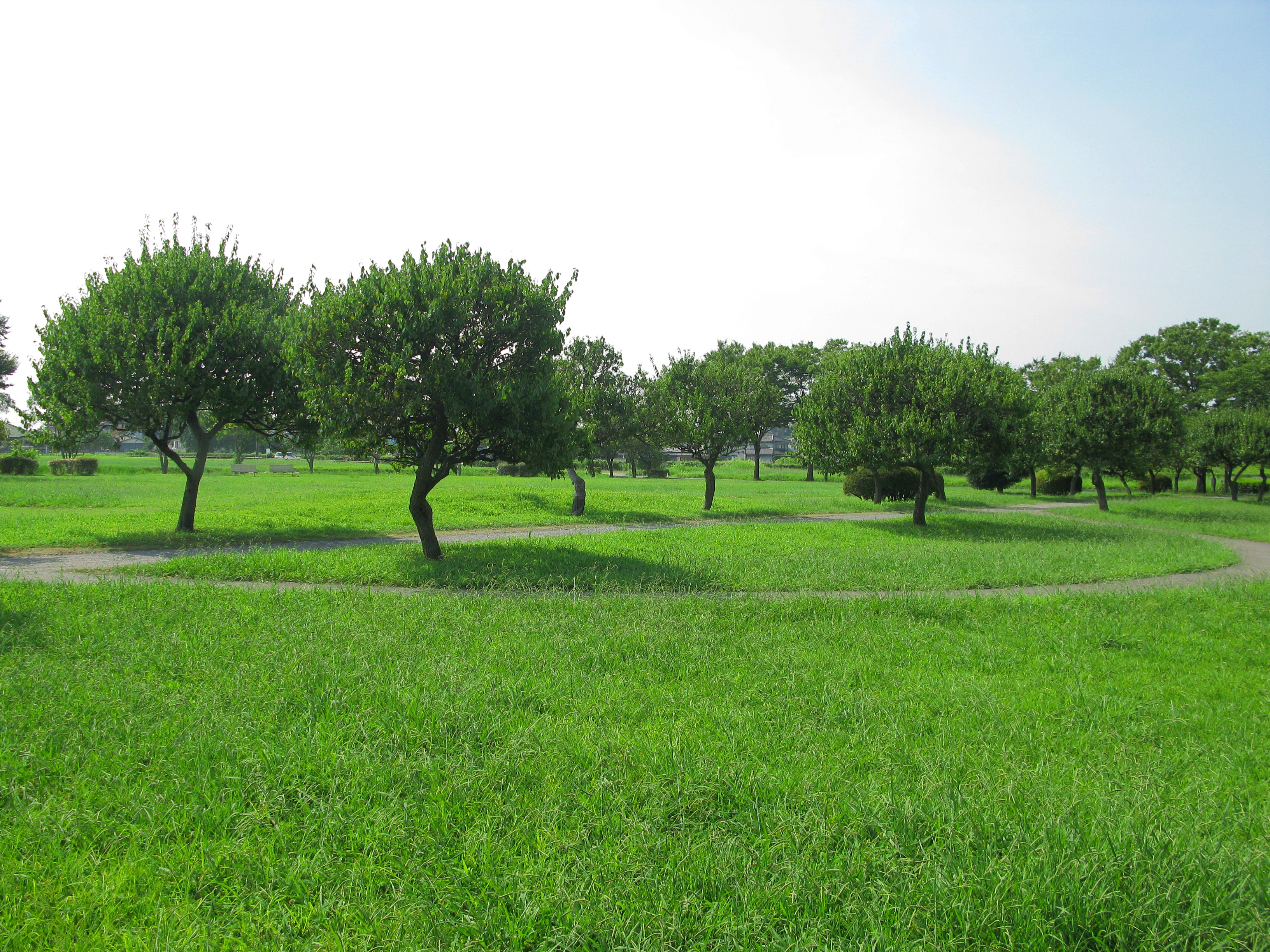
円墳址（埼玉5号墳）
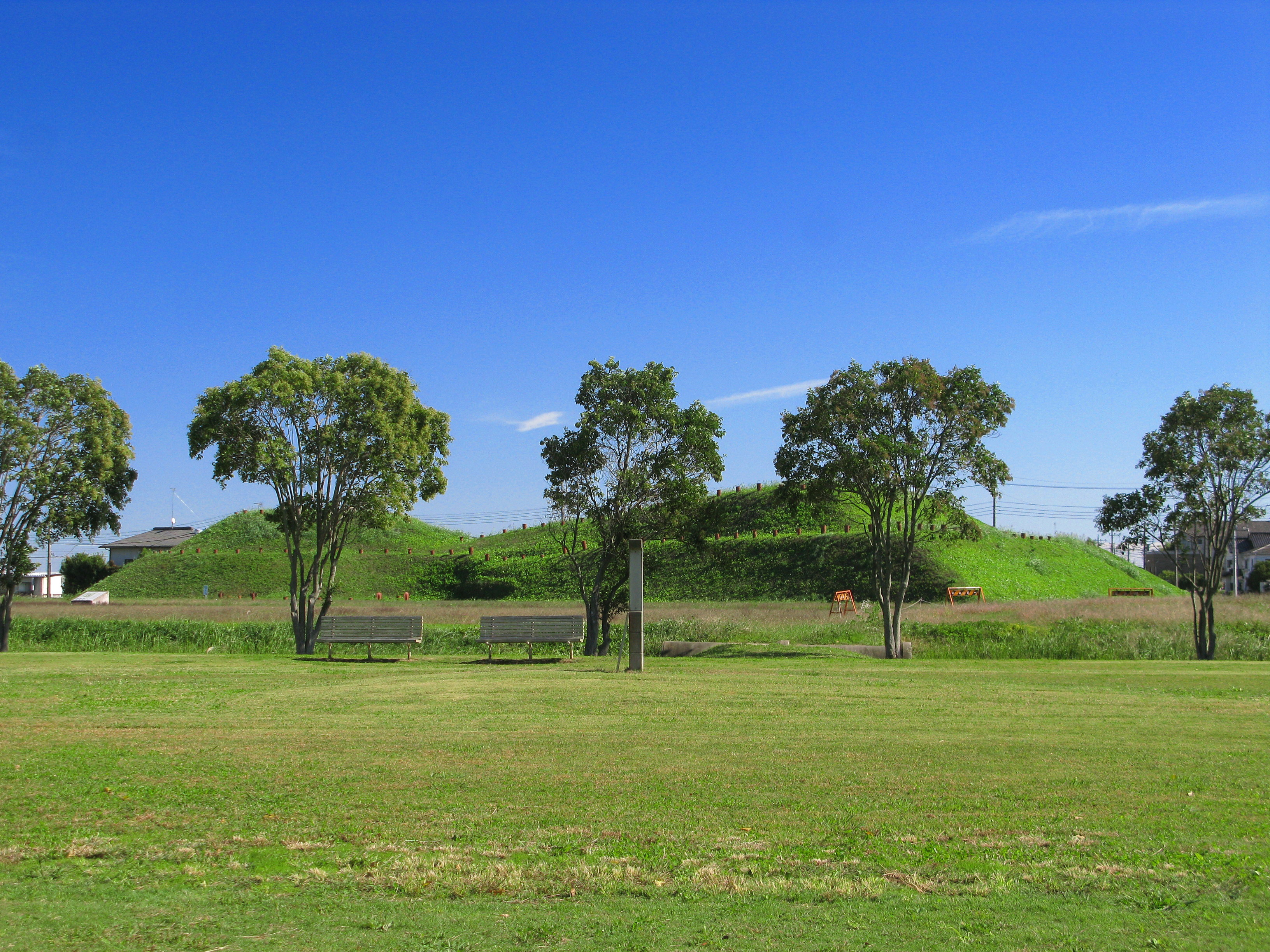
円墳址（埼玉6号墳）
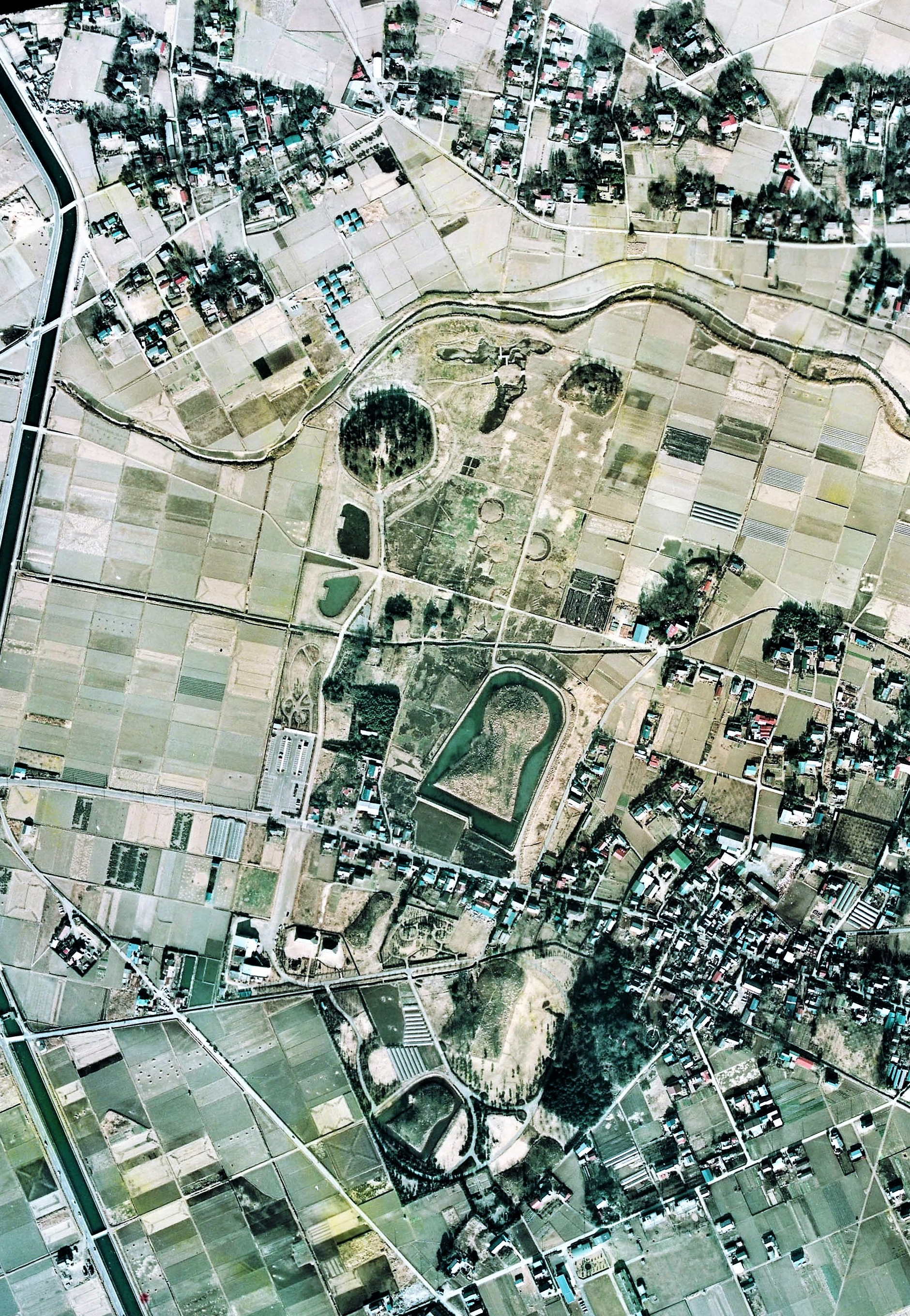
1975年の全景。一部の小円墳、クロップマークが確認できる。出典：国土地理院ウェブサイト